# Håstrup Kirke
Håstrup Kirke ligger i den østlige del af landsbyen Håstrup ca. 8 km N for Faaborg (Region Syddanmark).

## Eksterne kilder og henvisninger
- Hans Vognsen, "Haastrup Kirke og dens omgivelser", Stavn, 1998 side 3-11
- Håstrup Kirke på KortTilKirken.dk

- Wikimedia Commons har flere filer relateret til Håstrup Kirke